# Leòcares el Vell
Leòcares (en llatí Leochares, en grec antic Λεωχάρης) fou un escultor grec, un dels màxims representants de l'escola tardana atenenca dirigida per Escopes de Paros i Praxíteles.
Plini el Vell l'esmenta junt amb Policles, Cefisòdot i Hipatòdoros a la 102 olimpíada, el 372 aC.
Va treballar al monument funerari de Mausol de Cària, el Mausoleu d'Halicarnàs, segons Plini i Vitruvi, i també va servir a Filip II de Macedònia pel monument commemoratiu de la victòria de Queronea el 338 aC. La seva obra mestre fou el rapte de Ganimedes, en bronze, que va tenir moltes còpies la majoria en marbre i pedra. Segons la descripció de Plini, l'àliga que es va emportar Ganimedes semblava tenir una cura especial per no ferir al noi amb les seves urpes. A una base de marbre trobada a Itàlia hi havia la inscripció ΓΑΝΥΜΗΔΗΞ ΛΕΟΧΑΠΟΥΞ ΑΘΗΝΑΙΟΥ que prova que Leòcares era d'Atenes.
Pausànias també esmenta algunes de les seves obres: una estàtua de Zeus i una representació del poble atenenc (Ζεὺς καὶ Δῆμος) al Pireu, un altre Zeus a l'Acròpoli d'Atenes, i un Apol·lo al Ceràmic. Plini parla d'un Júpiter "tonans" al Capitoli, i un Apol·lo amb diadema; i Vitruvi d'una estàtua colossal de Mart a l'acròpoli d'Halicarnàs.
De les seves estàtues de persones, les més famoses van ser les de Filip II, Alexandre el Gran, Amintes, Olímpies i Eurídice, fetes de vori i or, i col·locades al Filipeion, un edifici circular a l'Altis, el bosc sagrat d'Olímpia erigit per Filip II per la seva victòria a Queronea, segons descriu Pausànias. També va fer una estàtua d'Isòcrates d'Atenes, que era a Eleusis i suposadament l'estàtua d'un esportista de nom Autòlic (més dubtosa per problemes cronològics).
Se li atribueix també l'escultura en bronze original, després reproduïda en marbre, coneguda com l'Apol·lo del Belvedere.